# 시운지정
시운지정(紫雲寺町)은 니가타현 기타칸바라군에 설치되었던 정이다. 현재의 시바타시에 해당한다.